# Oncidium lancifolium
Oncidium lancifolium är en orkidéart som beskrevs av John Lindley. Oncidium lancifolium ingår i släktet Oncidium och familjen orkidéer. Inga underarter finns listade i Catalogue of Life.